# Euonthophagus mostafatsairii
Euonthophagus mostafatsairii är en skalbaggsart som beskrevs av Palestrini, Varola och Mario Zunino 1979. Euonthophagus mostafatsairii ingår i släktet Euonthophagus och familjen bladhorningar. Inga underarter finns listade i Catalogue of Life.